# Olympische Winterspiele 2018/Nordische Kombination

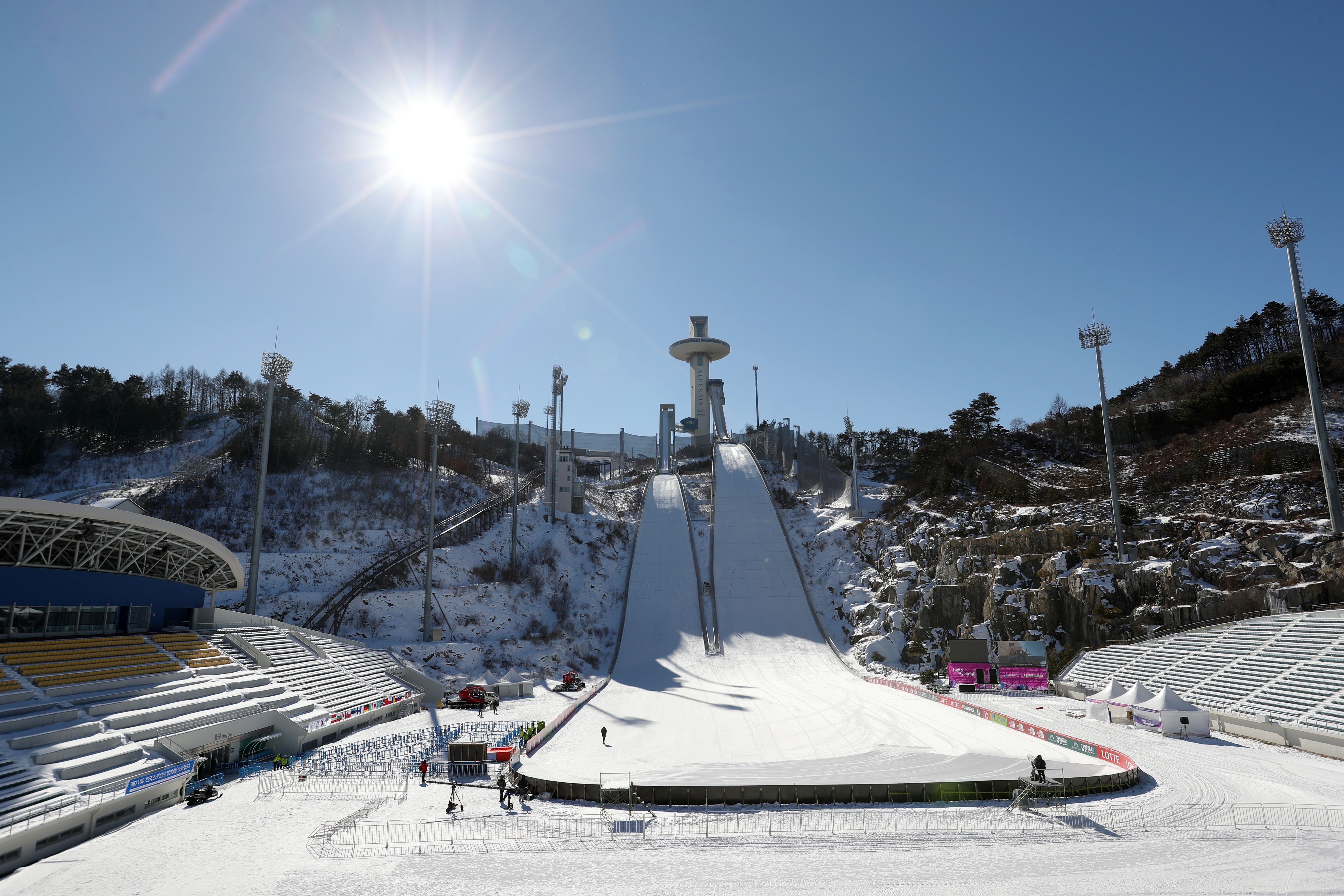
Die Sprungschanzen im Alpensia Jumping Park

Bei den XXIII. Olympischen Winterspielen 2018 in Pyeongchang fanden zwei Einzelwettkämpfe und ein Teamwettkampf in der Nordischen Kombination statt. Austragungsorte waren der Alpensia Jumping Park und das Alpensia Cross-Country Skiing Centre. Insgesamt waren 55 Athleten nominiert worden, wobei sich in jedem Wettkampf die Teilnehmerzahl pro Nation auf maximal vier Athleten beschränkte.

## Wettbewerbe und Austragungsmodus
Hier in Pyeongchang gab es keine Veränderungen im Programm und Austragungsmodus der Disziplinen in der Nordischen Kombination gegenüber den vorangegangenen Spielen in Sotschi. Der bei den Weltmeisterschaften 2013 in Val di Fiemme erstmals ins Programm aufgenommene und von da an bei Weltmeisterschaften regelmäßig durchgeführte Teamsprint kam hier in Pyeongchang und auch bei den nachfolgenden Olympischen Spielen nicht ins Wettbewerbsangebot.
So wurden folgende drei Wettbewerbe nach folgenden Regeln ausgetragen:
- Normalschanze / 10-km-Langlauf: Die Teilnehmer absolvierten einen Sprung auf der Normalschanze. Entschieden wurde der Wettkampf mit einem Langlauf über 10 Kilometer per Gundersen-Methode. Der Lauf fand am selben Tag statt wie das Springen.[1]
- Großschanze / 10-km-Langlauf: Dieser Wettbewerb unterlag im Prinzip denselben Regeln wie der Wettbewerb auf der Normalschanze, nur wurde hier auf der Großschanze gesprungen. Die Teilnehmer absolvierten einen Sprung auf der Großschanze. Entschieden wurde der Wettkampf mit einem Langlauf über 10 Kilometer per Gundersen-Methode. Der Lauf fand am selben Tag statt wie das Springen.[2]
- Teamwettbewerb: Jedes Team bestand wie seit den Spielen 1998 aus vier Athleten, die allerdings nur noch einen Sprung absolvierten. Gesprungen wurde wie bei den vorangegangenen Spielen von der Großschanze. Zur Entscheidung kam es durch eine 4 × 5-km-Langlaufstaffel, durchgeführt per Gundersen-Methode.[3]

## Bilanz
2014 in Sotschi war das norwegische Team die stärkste Nation mit vier Medaillen, davon zwei Goldmedaillen.

### Medaillenspiegel
| Platz | Land        | Gold | Silber | Bronze | Gesamt |
| ----- | ----------- | ---- | ------ | ------ | ------ |
| 1     | Deutschland | 3    | 1      | 1      | 5      |
| 2     | Japan       | –    | 1      | –      | 1      |
| 3     | Norwegen    | –    | 1      | –      | 1      |
| 4     | Österreich  | –    | –      | 2      | 2      |

### Medaillengewinner
| Konkurrenz                    | Gold                                                                              | Silber                                                                           | Bronze                                                                          |
| ----------------------------- | --------------------------------------------------------------------------------- | -------------------------------------------------------------------------------- | ------------------------------------------------------------------------------- |
| Gundersen Normalschanze/10 km | Eric Frenzel                                                                      | Akito Watabe                                                                     | Lukas Klapfer                                                                   |
| Gundersen Großschanze/10 km   | Johannes Rydzek                                                                   | Fabian Rießle                                                                    | Eric Frenzel                                                                    |
| Team Großschanze/4 × 5 km     | Deutschland 000Eric Frenzel 000Vinzenz Geiger 000Fabian Rießle 000Johannes Rydzek | Norwegen 000Espen Andersen 000Jørgen Graabak 000Jarl Magnus Riiber 000Jan Schmid | Österreich 000Wilhelm Denifl 000Bernhard Gruber 000Lukas Klapfer 000Mario Seidl |

## Gundersen-Wettkampf Normalschanze / 10-km-Langlauf

### Ausgangssituation

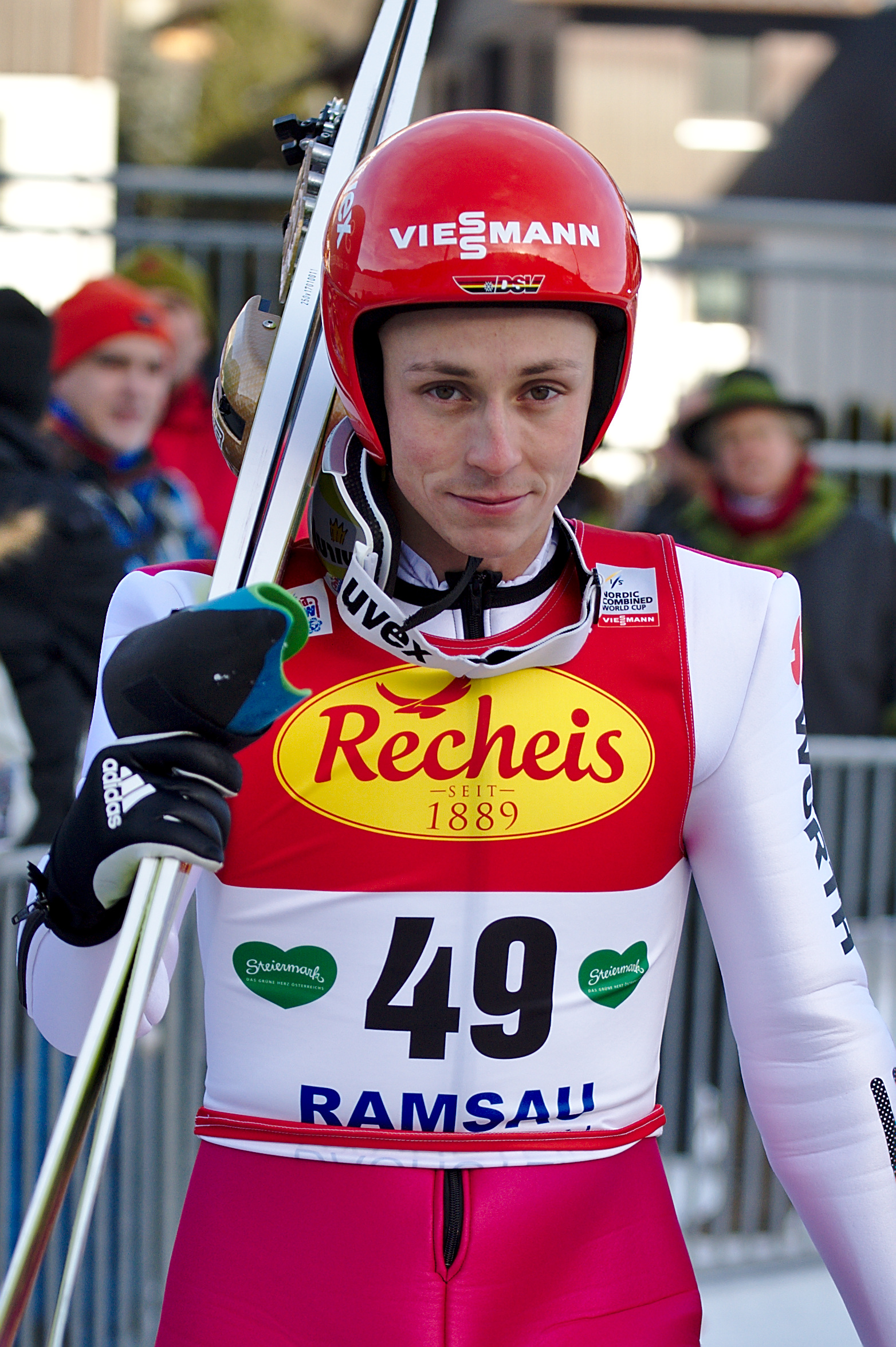
Eric Frenzel gewann sein zweites olympisches Gold im Wettbewerb von der Normalschanze

Favorisiert waren unter anderem die beiden Deutschen Eric Frenzel und Johannes Rydzek, der Japaner Akito Watabe sowie vor allem auch der Norweger Jarl Magnus Riiber, der sich in dieser Saison ganz stark präsentiert hatte. Frenzel hatte die letzten fünf Gesamtweltcup-Titel gewonnen und war der Olympiasieger von 2014 in dieser Disziplin. Rydzek hatte bei den Weltmeisterschaften 2017 sämtliche vier Goldmedaillen gewonnen und war im Wettbewerb von der Normalschanze auch 2015 Weltmeister geworden. Der bei früheren Events sehr erfolgreiche Franzose Jason Lamy-Chappuis dagegen befand sich nicht mehr in der großen Form vergangener Jahre.

### Ergebnis
| Rang | Land | Athlet             | Springen    | Langlauf              | Endzeit [min] |
| Rang | Land | Athlet             | Pkte. (Pl.) | Nettozeit [min] (Pl.) | Endzeit [min] |
| ---- | ---- | ------------------ | ----------- | --------------------- | ------------- |
| 01   | GER  | Eric Frenzel       | 106,5 0(5)  | 24:15,4 00(6)         | 24:51,4       |
| 02   | JPN  | Akito Watabe       | 105,5 0(3)  | 24:28,2 00(9)         | 24:56,2       |
| 03   | AUT  | Lukas Klapfer      | 109,0 0(4)  | 24:37,5 0(11)         | 25:09,5       |
| 04   | NOR  | Jarl Magnus Riiber | 111,0 0(2)  | 24:58,9 (=23)         | 25:13,9       |
| 05   | GER  | Johannes Rydzek    | 101,0 (11)  | 23:53,3 00(3)         | 25:19,3       |
| 06   | FIN  | Eero Hirvonen      | 102,0 0(6)  | 24:53,0 0(19)         | 25:43,0       |
| 07   | GER  | Fabian Rießle      | 094,5 (16)  | 23:53,7 00(4)         | 25:56,7       |
| 08   | FIN  | Ilkka Herola       | 097,0 (17)  | 23:52,9 00(2)         | 25:56,9       |
| 09   | GER  | Vinzenz Geiger     | 103,5 (13)  | 24:15,9 00(7)         | 25:56,9       |
| 10   | NOR  | Espen Andersen     | 104,5 0(7)  | 25:11,1 0(28)         | 26:05,1       |

Skispringen: 14. Februar 2018, 15:00 Uhr

Hillsize: 109 m / K-Punkt: 98 m
10 km Langlauf: 14. Februar 2018, 17:45 Uhr

Höhendifferenz: 27 m / Maximalanstieg: 25 m / Totalanstieg: 99 m
48 Teilnehmer aus 16 Ländern, davon 47 in der Wertung
Olympiasieger 2014:  Eric Frenzel

Weltmeister 2017:  Johannes Rydzek
Johannes Rydzek zeigte auf der Normalschanze eine für seine Verhältnisse schwache Leistung und wurde nur Elfter. Im Springen lag der Österreicher Franz-Josef Rehrl unerwartet ganz vorn. Von den Favoriten war Jarl Magnus Riiber Zweiter, Akito Watabe Dritter, Eric Frenzel Fünfter. Vor Frenzel lag noch der Österreicher Lukas Klapfer auf dem vierten Platz. Der Ausgang war nach diesem Zwischenstand sehr offen, die Abstände waren nicht groß.
Die schnellste Laufzeit erzielte der Italiener Alessandro Pittin, für den es allerdings nach seinem schlechten Sprungergebnis nur zu Gesamtrang neunzehn reichte. Im Rennen konnte der nach dem Springen führende Rehrl sich nicht lange vorne halten. Es bildete sich eine Spitzengruppe bestehend aus den vier Athleten Riiber, Watabe, Klapfer und Frenzel, die nach dem Springen hinter Rehrl gelegen hatten. Rydzek kam zwar immer näher an diese Gruppe heran, doch immer dann, wenn es zu eng zu werden drohte, übernahm Frenzel vorne die Führungsarbeit und vergrößerte den Abstand wieder. Im letzten Streckenabschnitt setzte sich der laufstarke Eric Frenzel ab und erreichte das Ziel 4,8 Sekunden vor Akito Watabe. Lukas Klapfer distanzierte den in diesem Jahr noch nicht so laufstarken Jarl Magnus Riiber um 21,4 Sekunden und sicherte sich die Bronzemedaille.

## Gundersen-Wettkampf Großschanze / 10-km-Langlauf

### Ausgangssituation
Der Favoritenkreis sah ganz ähnlich aus wie im Wettbewerb von der Normalschanze. Ganz vorne erwartet wurden also die beiden Deutschen Eric Frenzel und Johannes Rydzek, der Japaner Akito Watabe sowie vor allem auch der Norweger Jarl Magnus Riiber. Hinzu kam jetzt aufgrund seines erfolgreichen Abschneidens im Wettbewerb von der Normalschanze der Österreicher Lukas Klapfer.

### Ergebnis
| Rang | Land | Athlet             | Springen    | Langlauf              | Endzeit [min] |
| Rang | Land | Athlet             | Pkte. (Pl.) | Nettozeit [min] (Pl.) | Endzeit [min] |
| ---- | ---- | ------------------ | ----------- | --------------------- | ------------- |
| 01   | GER  | Johannes Rydzek    | 131,2 0(5)  | 23:21,5 0(4)          | 23:52,5       |
| 02   | GER  | Fabian Rießle      | 130,3 0(6)  | 23:18,9 0(3)          | 23:52,9       |
| 03   | GER  | Eric Frenzel       | 132,9 0(4)  | 23:29,3 0(7)          | 23:53,3       |
| 04   | NOR  | Jarl Magnus Riiber | 138,6 0(2)  | 23:54,3 (17)          | 23:55,3       |
| 05   | JPN  | Akito Watabe       | 138,9 0(1)  | 24:05,0 (20)          | 24:05,0       |
| 06   | FIN  | Eero Hirvonen      | 127,9 0(7)  | 23:30,6 0(9)          | 24:14,6       |
| 07   | GER  | Vinzenz Geiger     | 124,0 0(9)  | 23:42,6 (13)          | 24:42,6       |
| 08   | AUT  | Wilhelm Denifl     | 135,0 0(3)  | 24:38,6 (34)          | 24:54,6       |
| 09   | AUT  | Lukas Klapfer      | 123,0 (10)  | 24:11,3 (23)          | 25:15,3       |
| 10   | NOR  | Jørgen Graabak     | 110,9 (19)  | 23:25,3 0(6)          | 25:17,3       |

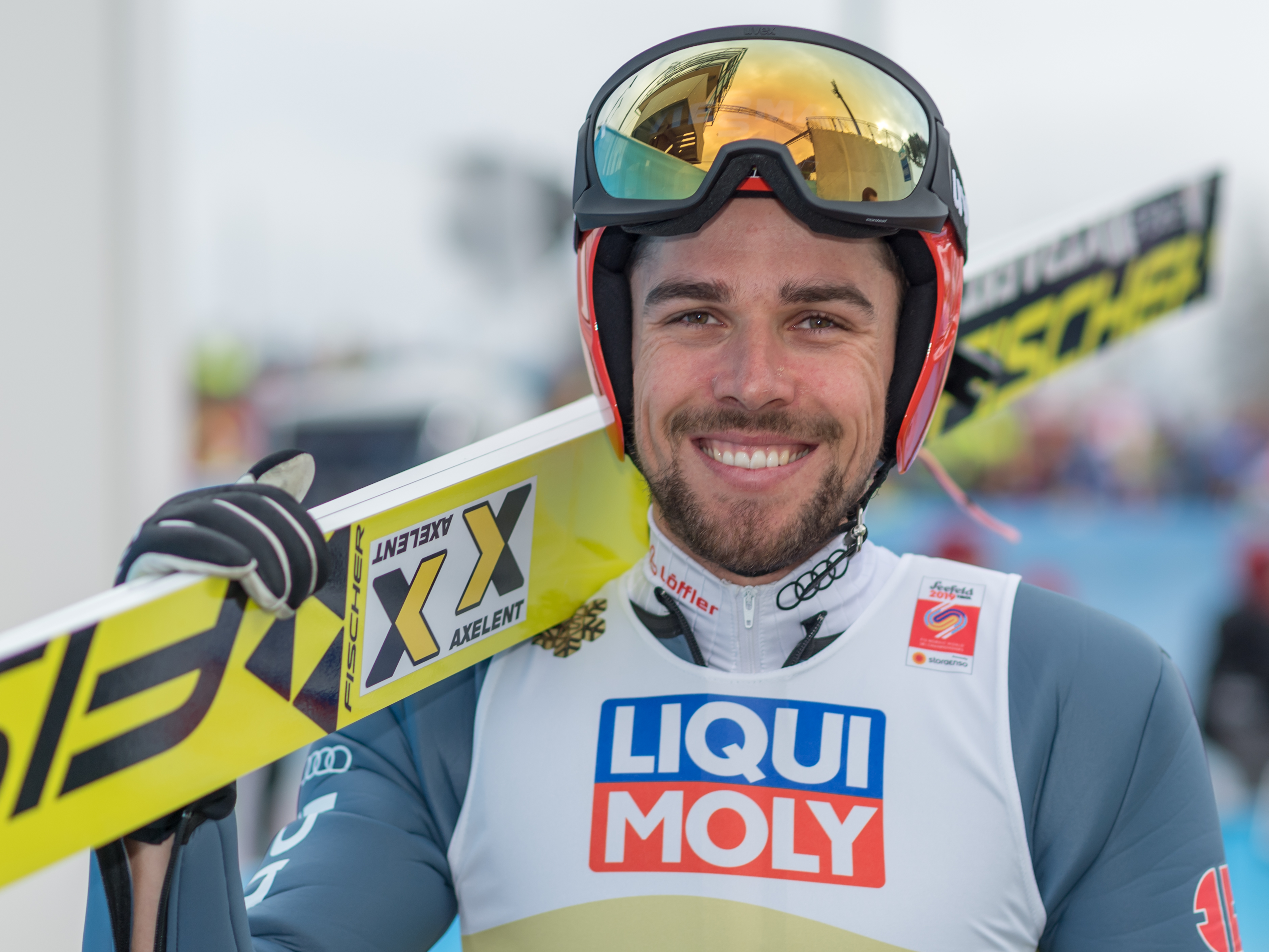
Johannes Rydzek – Sieger im Wettbewerb von der Großschanze

Skispringen: 20. Februar 2018, 19:00 Uhr

Hillsize: 142 m; K-Punkt: 125 m
10 km Langlauf: 20. Februar 2018, 21:45 Uhr

Höhendifferenz: 27 m / Maximalanstieg: 25 m / Totalanstieg: 99 m
48 Teilnehmer aus 16 Ländern, davon 47 in der Wertung
Olympiasieger 2014:  Jørgen Graabak

Weltmeister 2017:  Johannes Rydzek
Nach dam Springen hatte Akito Watabe die Führung inne. Ihm folgten der Norweger Jarl Magnus Riiber, der Österreicher Willi Denifl und die drei Deutschen Eric Frenzel, Johannes Rydzek und Fabian Rießle.
Schnellster Läufer war wieder der Italiener Alessandro Pittin, der wie schon im Wettbewerb zuvor sehr schwach gesprungen war und so nur den Gesamtrang 27 belegte. Im 10-km-Langlauf lief über eine längere Phase eine Gruppe zusammen an der Spitze bestehend aus den im Springen auf den Rängen eins bis sechs platzierten Athleten. Als erster verlor der nicht so laufstarke Denifl den Kontakt und fiel am Ende zurück bis auf den achten Platz. In einem bemerkenswert knappen Finish setzte sich Rydzek mit einem Vorsprung von vier Zehntelsekunden als Olympiasieger vor Rießle durch. Nur weitere vier Zehntelsekunden zurück gewann der dritte Deutsche Frenzel Bronze. Riiber musste sich wieder mit Rang vier abfinden und blieb ohne Medaille, womit er sichtlich unzufrieden war. Seine Zeit sollte in den nächsten Jahren noch kommen.
Es war nach den Anfangsjahren der Olympischen Winterspiele 1924, 1928, 1932 und 1936, als jeweils sämtliche Medaillen im damals als einzige Disziplin der Nordischen Kombination angebotenen Einzelwettbewerb an Norwegen gegangen waren, dass ein Land alle drei Medaillen gewinnen konnte.

## Teamwettkampf

### Ausgangssituation
Deutschland war der haushohe Favorit in diesem Wettbewerb. Ihre Athleten die hatten hier alle Medaillen von der Großschanze gewonnen, dazu Gold von der Großschanze. Auch bei den Weltmeisterschaften 2017 hatte Deutschland beide dort ausgetragenen Teamwettbewerbe für sich entschieden und 2015 war der WM-Titel im Teamwettbewerb von der Normalschanze an Deutschland gegangen.

### Ergebnis
| Rang | Land | Athlet                                                            | Springen    | Langlauf              | Endzeit [min] |
| Rang | Land | Athlet                                                            | Pkte. (Pl.) | Nettozeit [min] (Pl.) | Endzeit [min] |
| ---- | ---- | ----------------------------------------------------------------- | ----------- | --------------------- | ------------- |
| 01   | GER  | Vinzenz Geiger Fabian Rießle Eric Frenzel Johannes Rydzek         | 464,7 0(2)  | 46:03,8 0(1)          | 46:09,8       |
| 02   | NOR  | Jan Schmid Espen Andersen Jarl Magnus Riiber Jørgen Graabak       | 449,2 0(4)  | 46:35,5 0(2)          | 47:02,5       |
| 03   | AUT  | Wilhelm Denifl Lukas Klapfer Bernhard Gruber Mario Seidl          | 469,5 0(1)  | 47:17,6 0(5)          | 47:17,6       |
| 04   | JPN  | Yoshito Watabe Hideaki Nagai Gō Yamamoto Akito Watabe             | 455,3 0(3)  | 47:59,6 0(7)          | 48:18,6       |
| 05   | FRA  | Antoine Gérard François Braud Maxime Laheurte Jason Lamy Chappuis | 417,9 0(5)  | 47:28,0 0(6)          | 48:37,0       |
| 06   | FIN  | Leevi Mutru Ilkka Herola Eero Hirvonen Hannu Manninen             | 381,3 0(7)  | 46:42,5 0(3)          | 48:40,5       |
| 07   | CZE  | Tomáš Portyk Ondřej Pažout Lukáš Daněk Miroslav Dvořák            | 382,2 0(6)  | 48:11,1 0(8)          | 50:07,1       |
| 08   | ITA  | Lukas Runggaldier Aaron Kostner Raffaele Buzzi Alessandro Pittin  | 291,8 (10)  | 47:17,1 0(4)          | 51:14,1       |
| 09   | POL  | Paweł Słowiok Wojciech Marusarz Szczepan Kupczak Adam Cieślar     | 337,2 0(8)  | 48:28,8 (10)          | 51:24,8       |
| 10   | USA  | Taylor Fletcher Ben Berend Ben Loomis Bryan Fletcher              | 324,8 0(9)  | 48:13,5 0(9)          | 51:26,5       |

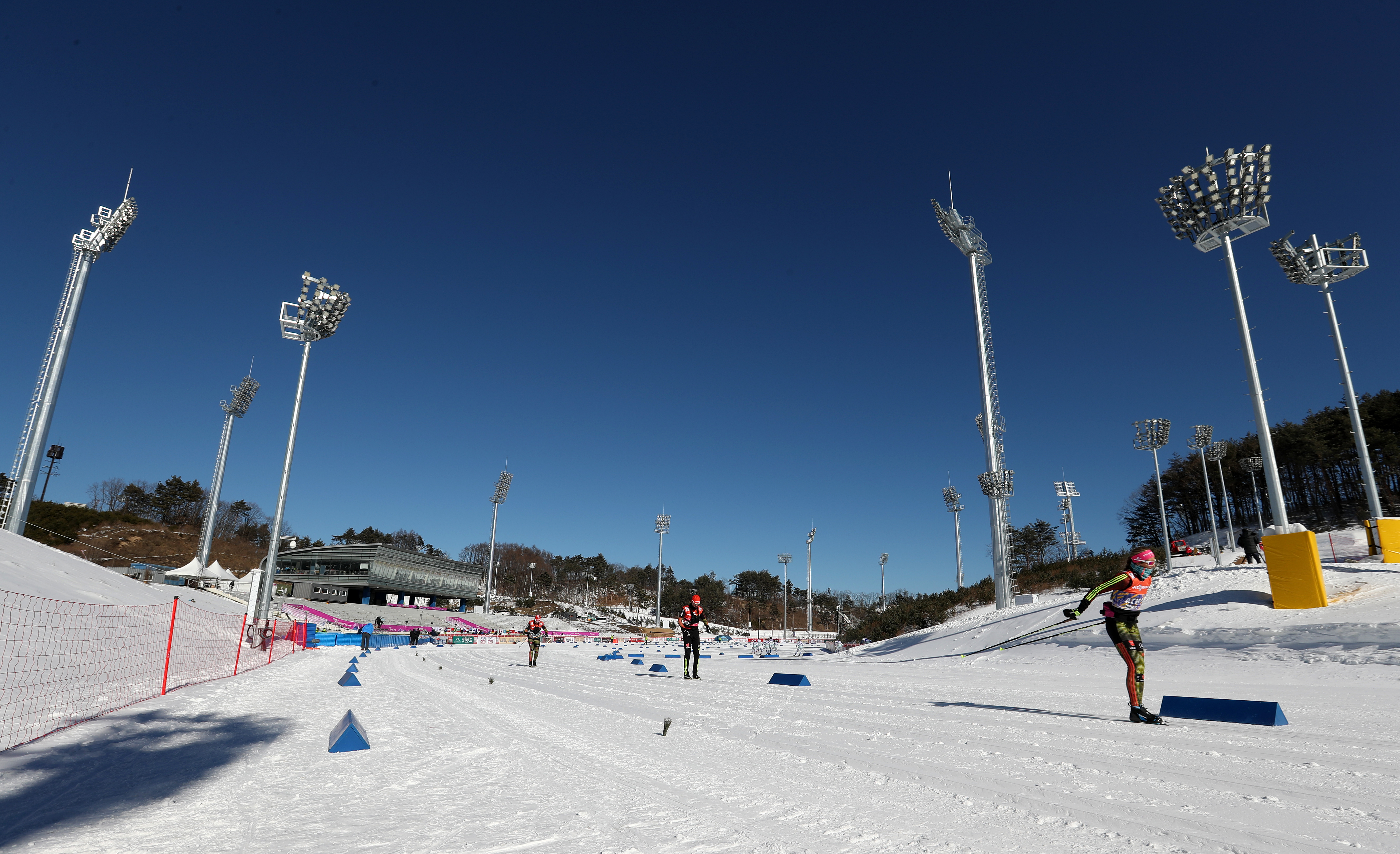
Das Skistadion – Alpensia Cross-Country Skiing Centre

Skispringen: 22. Februar 2018, 16:30 Uhr

Hillsize: 142 m / K-Punkt: 125 m
4 × 5 km Langlauf: 22. Februar 2018, 19:20 Uhr

Höhendifferenz: 27 m / Maximalanstieg: 25 m
Totalanstieg: 99 m
10 Teams am Start, alle in der Wertung
Olympiasieger 2014:  Norwegen
000(Magnus Moan, Håvard Klemetsen,
0000Magnus Krog, Jørgen Graabak)
Weltmeister 2017:  Deutschland
000(Eric Frenzel, Björn Kircheisen,
0000Fabian Rießle, Johannes Rydzek)
Nach dem Springen lag Österreich mit 4,8 Punkten Vorsprung auf Deutschland knapp vorn. Es war allerdings kaum zu erwarten, dass die Österreicher in der Lage sein würden, den starken deutschen Langläufern auf der Strecke Paroli bieten zu können.
Die Entscheidung in der Staffel war eindeutig, Deutschland hatte mit fast 32 Sekunden Vorsprung die schnellste Laufzeit vor Norwegen, das an Österreich vorbeizog und Silber gewann. Österreich sicherte sich mit einem Vorsprung von 42 Sekunden auf das viertplatzierte Japan die Bronzemedaille.

## Videolinks
- Nordic Combined | Individual Gundersen NH/10k Cross-Country Highlights | Pyeongyang 2018 | Eurosport, youtube.com. Abgerufen am 26. August 2023
- Nordic Combined Individual Gundersen Normal Hill + 10 km Venue Ceremony - 2018 Winter Olympics, youtube.com. Abgerufen am 26. August 2023
- "Its incredible!" Eric Frenzel reacts to Nordic Combined gold | Winter Olympics 2018 | PyeongChang, youtube.com. Abgerufen am 26. August 2023
- Nordic Combined | Individual Gundersen LH/10km Highlights | Pyeongchang 2018 | Eurosport, youtube.com. Abgerufen am 26. August 2023
- Joergen Graabak leads a Norwegian Gold and Silver in Nordic combined | 2022 Winter Olympics, youtube.com. Abgerufen am 26. August 2023
- Nordic Combined | Team Gundersen LH/4x5km, Cross-Country | Pyeongchang 2018 | Eurosport, youtube.com. Abgerufen am 26. August 2023
- Pyeongchang 2018 Winter Olympic : Men's Nordic combined team relay race competition ceremony, youtube.com. Abgerufen am 26. August 2023
- Nordic Combined Stories to Watch at PyeongChang 2018 | Olympic Winter Games, youtube.com. Abgerufen am 26. August 2023